# Lauriea siagiani
Lauriea siagiani is een tienpotigensoort uit de familie van de Galatheidae. De wetenschappelijke naam van de soort is voor het eerst geldig gepubliceerd in 1994 door Baba.